# Paraben

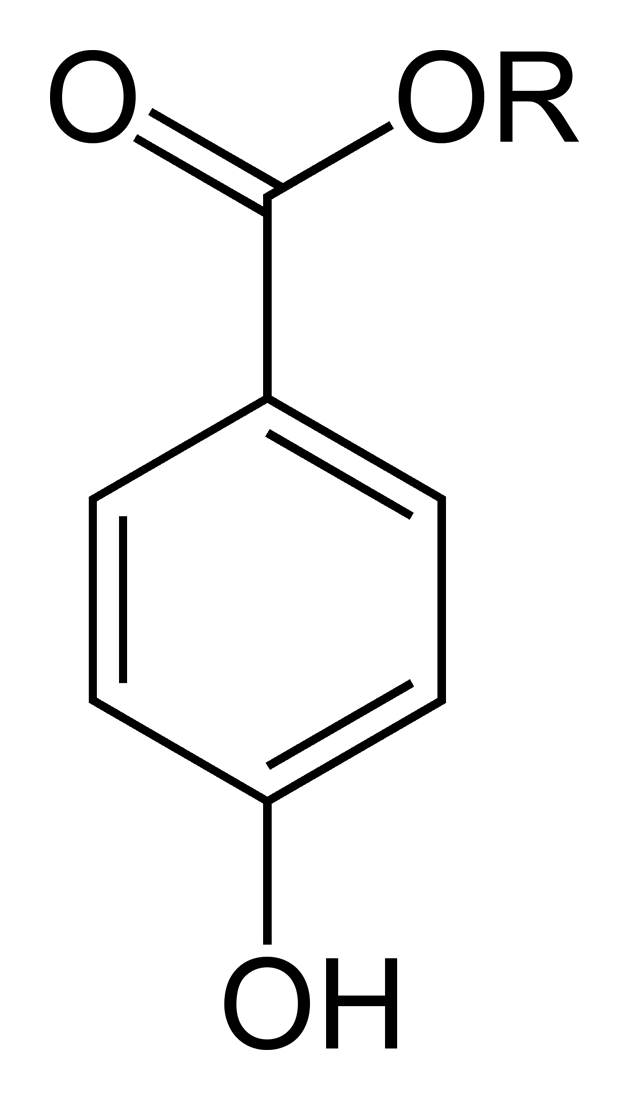
Generell kemisk struktur av paraben
(a para-hydroxybenzoate)
där R = en alkylgrupp

Parabener är en klass av kemikalier som används i stor utsträckning som konserveringsmedel av kosmetiska och farmaceutiska industrier. Parabener är effektiva konserveringsmedel i många formuleringstyper.  Dessa föreningar och dess salter används primärt för sina bakteriedödande och antimögel-egenskaper. De finns i schampo, kommersiella fuktkrämer, rakgelé, personliga smörjmedel, topiska (på huden)/parenterala läkemedel, spraybaserade solprodukter, makeup och tandkräm. De används också som tillsats i mat.

## Produkter med paraben
Antalet produkter som innehåller det potentiellt hormonstörande ämnet paraben har ökat med 180% sedan 1990-talet.  Naturskyddsföreningen vill sedan 2012 se ett förbud med motiveringen att en stor del av befolkningen exponeras. Parabener finns i kosmetika, hygienartiklar, hus och bilar. I Sverige fanns i mitten av 1990-talet 120 registrerade produkter med paraben. År 2012 finns det cirka 336 produkter.

### Läkemedelsverket
Expertgruppen inom EU har kommit fram till att de vanligaste parabenerna, metylparaben och etylparaben är säkra att använda i kosmetika och hygienprodukter. I denna bedömning har även endokrina effekter vägts in. Däremot finns en osäkerhet kring propylparaben och butylparaben och därför pågår fortfarande utvärdering av nya studier av dessa parabener. av frågan i EU‐kommissionen.